# 聖骸の魔女
『聖骸の魔女』（せいがいのまじょ）は、田中ほさなによる日本の漫画。『ヤングキングアワーズ』（少年画報社）にて2014年12月号から2018年10月号まで連載。ダークハーレムファンタジーと単行本帯等では称され、青年誌らしい女性のヌードやグロ描写もある。単行本では多くの用語解説が載っている。

## あらすじ
15世紀ローマ、人間と魔女の間に戦争が勃発する。魔女の襲来から浄皇を守るために、ニコラ・エスカリバは最初の魔女である「聖骸の魔女」エゼルバルドとウプスラと契約する。その後二人の魔女とも契約を交わし、裏切り者の魔女・アダンテを追う。

## 登場人物

### 浄皇庁
ニコラ・エスカリバ
生涯貞操を守ることを誓っているクレド教の修道士。
魔女の襲来からやむなく「聖骸の魔女」と契約してしまったが、その契約は夫婦の契約であり、悪魔と対決するため、気が付くと3重婚してしまう。そのため浄皇から破門にされ、魔女を追う旅に出る。浄皇を敬愛しており、マザコン気味である。魔女に両親と村を焼かれており、魔女を恨んでいる。実は魔女の子孫である。
多くの魔術書、異端書、禁書を多く読んでおり、魔女に対する防衛術を保持している。魔女についても詳しい。
浄皇（じょうこう）ヴァレンチナ
ニコラの育ての母。浄皇庁のトップ。エゼルバルドとウプスラを妻にしたニコラに死刑を命じて、浄会から解放する。
バルテルミ
ニコラと同じクレド教の修道士。浄皇への指令を度々ニコラ一向に伝える。

### 魔女
ルリー
聖骸の魔女を狙い浄皇庁を襲った魔女。ニコラにエゼルバルドを復活させるよう命令し、復活させることには成功するがエゼルバルドと仲違いして対決し、殺害される。
アレッサンドラ
アレッサンドロという男性名で男装してニコラに近づいた魔女。12人の始まりの魔女を復活させ浄皇庁と戦わせるようにニコラを脅す。しかしウプスラを復活させた所、服を破られて男装である事がバレ、ニコラに敵対されたため対峙するが、女神変身したウプスラに殺害される。

### 聖骸の魔女
エゼルバルド
ニコラの最初の嫁。浄皇庁「永期刑」と「処女刑」に服していた。ニコラと契約して妻となる。ニコラを「背」と呼ぶ。供犠は純潔の涙。嫉妬深く、ニコラが他の嫁を持つと怒りを露にする。アダンテとの決戦の前にニコラに抱かれる。
アダンテに対してニコラと子作りして八人の子供を産めば残りの魔女を復活できると説得する。
ウプスラ
ニコラの二番目の妻。エゼルバルドによると売れ残りのビッチ。ニコラを「嫁」と呼ぶ。供犠は背の血。
アダンテ
一人だけ仲間の魔女を裏切り、刑期から逃げていた。生前から規則破りが多く実は自分だけ恋人が居たが、司祭と魔女という関係から別れを告げら殺害した。多くの修道士を殺害しており邪悪な魔女。
その一方で聖骸の魔女を眷属（かぞく）と言っており死から半死の状態から救いたいという気持ちがあった。
ミュリッタ
ニコラの三番目の妻。引きこもり気味で、ぼっち。かまってちゃんと呼ばれることが多い。毒虫やカビの研究をしていた。ニコラを「旦那様」と呼ぶ。供犠は清心の汗。
シービッカ
四番目に目覚めた始まりの魔女。ヤンキー資質で、口や態度が悪い。目覚めたばかりに夫が殺害されている。そのため夫の精が入った体液を持っている。供犠は猛きの精。

## 作中用語
魔女
世に禍をもたらし、悪魔と契約した人間。浄皇庁と敵対している。「最初の魔女」のコピーか末裔である。不死であり、普通では殺せないが、「魔女印（スティグマ）」という悪魔と魔女の契約の証を呪文で浮かばせて破壊することで死亡する。
最初の魔女
最初に現れた12人の魔女。森の女神「ディアーナ」を崇めている。当初は人間と敵対しておらず、女神のように扱われた。供犠を捧げることで、強力な戦闘力を持つ、女神変身する。
クレド教
唯一神アラムを信仰して救世主ロサ・クレドを救世主とするこの世界で多く信仰されている宗教。クレド教の聖職者は生涯不犯が戒律とされている。モデルはキリスト教

## 書誌情報
- 田中ほさな『聖骸の魔女』少年画報社〈ヤングキングコミックス〉、全7巻
  1. 2015年5月30日発売 ISBN 978-4-7859-5557-1
  2. 2015年11月30日発売 ISBN 978-4-7859-5673-8
  3. 2016年5月30日発売 ISBN 978-4-7859-5788-9
  4. 2017年1月30日発売 ISBN 978-4-7859-5946-3
  5. 2017年8月30日発売 ISBN 978-4-7859-6069-8
  6. 2018年3月30日発売 ISBN 978-4-7859-6182-4
  7. 2018年10月30日発売 ISBN 978-4-7859-6318-7